# 生きる×2
生きる×2（いきる いきる）は、民間放送教育協会（民教協）加盟局で放送していたドキュメンタリー番組。2003年4月6日にテレビ朝日で放送を開始、民教協と加盟局が制作していた。ほとんどのテレビ局で週末の早朝（一部の地域は平日午前）に放送されていたことから、主に中高年をターゲットにしていた。
本放送は原則として4月から年内で、2009年度は12月上旬（テレビ朝日では2009年12月6日）放送分で終了（ただし新聞欄には「終」マークが付いていた）。それ以降年度末までは前年に放送された優秀作品を再放送するが、3月は放送休止となる場合がある。全国の民放テレビ局で放送されているのが特徴。

## ネット局
| 放送対象地域   | 放送局       | 放送時間         | 系列                          | 備考                   |
| -------------- | ------------ | ---------------- | ----------------------------- | ---------------------- |
| 関東広域圏     | テレビ朝日   | 日 5:20 - 5:50   | テレビ朝日系列                |                        |
| 北海道         | 北海道放送   | 日 5:30 - 6:00   | TBS系列                       |                        |
| 青森県         | 青森放送     | 日 5:30 - 6:00   | 日本テレビ系列                |                        |
| 岩手県         | IBC岩手放送  | 土 5:15 - 5:45   | TBS系列                       |                        |
| 宮城県         | 東北放送     | 日 5:45 - 6:15   | TBS系列                       |                        |
| 秋田県         | 秋田放送     | 日 6:00 - 6:30   | 日本テレビ系列                |                        |
| 山形県         | 山形放送     | 日 6:00 - 6:30   | 日本テレビ系列                |                        |
| 福島県         | 福島テレビ   | 月 9:55 - 10:25  | フジテレビ系列                |                        |
| 新潟県         | 新潟放送     | 日 5:30 - 6:00   | TBS系列                       |                        |
| 長野県         | 信越放送     | 日 5:15 - 5:45   | TBS系列                       |                        |
| 山梨県         | 山梨放送     | 日 6:00 - 6:30   | 日本テレビ系列                |                        |
| 静岡県         | 静岡放送     | 日 5:15 - 5:45   | TBS系列                       |                        |
| 富山県         | 北日本放送   | 日 6:00 - 6:30   | 日本テレビ系列                |                        |
| 石川県         | 北陸放送     | 日 5:30 - 6:00   | TBS系列                       |                        |
| 福井県         | 福井放送     | 木 11:00 - 11:30 | 日本テレビ系列 テレビ朝日系列 |                        |
| 中京広域圏     | メ〜テレ     | 土 5:20 - 5:50   | テレビ朝日系列                |                        |
| 近畿広域圏     | 朝日放送     | 土 5:05 - 5:35   | テレビ朝日系列                | 現：朝日放送テレビ     |
| 鳥取県・島根県 | 日本海テレビ | 土 5:28 - 5:58   | 日本テレビ系列                | 同じ番組内容を時差放送 |
| 鳥取県・島根県 | 山陰放送     | 木 10:00 - 10:30 | TBS系列                       | 同じ番組内容を時差放送 |
| 広島県         | 中国放送     | 日 5:15 - 5:45   | TBS系列                       |                        |
| 山口県         | 山口放送     | 木 10:55 - 11:25 | 日本テレビ系列                |                        |
| 徳島県         | 四国放送     | 月 10:55 - 11:25 | 日本テレビ系列                |                        |
| 香川県・岡山県 | 西日本放送   | 土 5:29 - 5:59   | 日本テレビ系列                |                        |
| 愛媛県         | 南海放送     | 日 6:00 - 6:30   | 日本テレビ系列                |                        |
| 高知県         | 高知放送     | 日 6:00 - 6:30   | 日本テレビ系列                |                        |
| 福岡県         | RKB毎日放送  | 日 5:45 - 6:15   | TBS系列                       |                        |
| 長崎県         | 長崎放送     | 土 6:00 - 6:30   | TBS系列                       |                        |
| 熊本県         | 熊本放送     | 土 6:00 - 6:30   | TBS系列                       |                        |
| 大分県         | 大分放送     | 日 5:45 - 6:15   | TBS系列                       |                        |
| 宮崎県         | 宮崎放送     | 日 6:00 - 6:30   | TBS系列                       |                        |
| 鹿児島県       | 南日本放送   | 日 5:30 - 6:00   | TBS系列                       |                        |
| 沖縄県         | 沖縄テレビ   | 日 5:30 - 6:00   | フジテレビ系列                | 同じ番組内容を時差放送 |
| 沖縄県         | 琉球放送     | 土 5:30 - 6:00   | TBS系列                       | 同じ番組内容を時差放送 |
| 日本全国       | BS朝日       | 土 11:30 - 12:00 | BS放送                        |                        |

- 朝日ニュースター
  - 月 12:00～12:30／火 1:00～1:30／日 9:00～9:30（レギュラー放送）
  - 水 12:00～12:30／水 1:00～1:30／日 20:00～20:30（セレクション）
- テレ朝チャンネル 水 9:00～9:30 ／ 土 17:00～17:30 （2006年6月放送開始。過去放送分が中心。朝日ニュースターの放送枠移行により終了。）